# Konzola
 Ovo je glavno značenje pojma Konzola. Za druga značenja pogledajte Konzola (razdvojba).
Konzola (franc.) je konstrukcijski element u arhitekturi u obliku nosača ili potpornja na zidu ili stupu koji služi za pričvrščivanje i nošenje dijelova zgrada (balkona, svodova, ukrasnih figura), cjevovoda, posuda i sl. Izrađuje se od drva, kamena, čelika, armiranog betona i dr. Prepoznatljiva je odlika kineske i japanske arhitekture gdje je nosač krovne konstrukcije. Često ima dekorativnu ulogu.